# Schmalschnabelvanga
Der Schmalschnabelvanga (Xenopirostris xenopirostris) ist ein Sperlingsvogel in der Familie der Vangawürger (Vangidae). Diese monotypische Art lebt auf Madagaskar und ist dort endemisch. Der Bestand wird von der IUCN als nicht gefährdet (Least Concern) eingestuft.

## Merkmale
Der Schmalschnabelvanga erreicht eine Körperlänge von etwa 24 Zentimeter. Die Kappe, die Ohrdecken und das Kinn des Männchens sind glänzend schwarz. Die Oberseite wird durch ein weißes Kehlband getrennt. Der Mantel (Bereich zwischen Nacken und Schulterfedern), die Schultern, die Oberflügeldecken und der Schwanz sind aschgrau mit braunen Farbtönen, wobei die Schwungfedern etwas dunkler und brauner sind. Der Schwanz ist durchgängig gräulich braun. Die Unterseite ist anders als beim Kinn schmutzig weiß gefärbt. Die Iris ist dunkelbraun. Der markante bläulich weiße Schnabel hat manchmal an der Spitze einen dunklen Flecken und wirkt dabei schmal und globig. Wenn er geschlossen ist entsteht eine kleine Lücke zwischen Ober- und Unterschnabel. Die Beine sind dunkel graublau. Das Weibchen unterscheidet sich vom Männchen dadurch, dass Zügel und vorderer Scheitel weißgrau, die Wangen weiß und die Oberseite aschgrau bräunlich sind. Die Jungvögel ähneln den Weibchen, haben aber eine braunere Oberseite.

## Verhalten
Man sieht sie meist in Paaren und oft mischen sie sich sogar unter gemischte Vanga-Gruppen. Ihr Futter suchen sie in den Ecken und Nischen von abgestorbenen oder zerbrochenem Gehölz, speziell unter abgestorbenen Baumrinden und Ästen. Zu ihrer Beute gehören große Insekten und kleinere Wirbeltiere. Ihre kelchförmigen Nester bauen sie normalerweise in Baumgabeln.

## Verbreitung und Lebensraum
Sie kommen ausschließlich im südlichen Halbwüstenklima Madagaskars vor. Dort sind sie nördlich des Mangoky-Flusses bis östlich zur Stadt Tolagnaro in Höhen zwischen Meeresspiegel und 100 Metern anzutreffen. Sie bevorzugen dornigen Primärwald und küstennahes Wolfsmilch-Gebüsch sowie deren angrenzenden von Menschen zerstörten Umgebungen.

## Etymologie und Forschungsgeschichte
Frédéric de Lafresnaye beschrieb den Vogel erstmals unter dem Namen Vanga xenopirostris. Als Teil des Artikels erschien eine Illustration des auffälligen Schnabels. Erst später wurde V. xenopirostris der gleichnamigen Gattung Xenopirostris Bonaparte, 1850 zugeschlagen. 
Das Wort »Xenopirostris« setzt sich aus dem griechischen Wort »xenos« für »seltsam, befremdlich« und dem lateinischen Wort »rostris« für »-schnäbelig« zusammen.

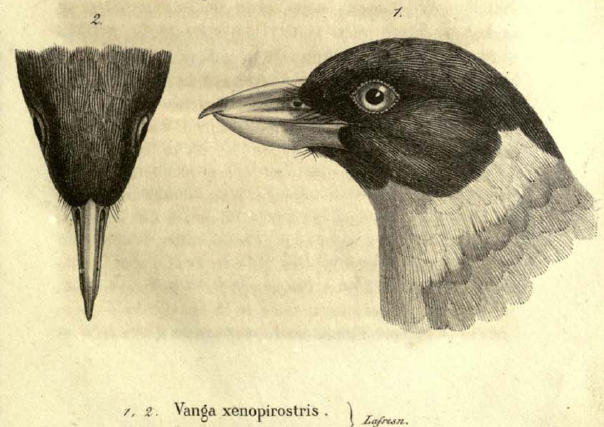
Illustration im Originalartikel aus dem Jahre 1850